# Gamma1 Fornacis
Gamma1 Fornacis (50 Fornacis) é uma estrela múltipla na direção da constelação de Fornax. Possui uma ascensão reta de 02h 49m 50.99s e uma declinação de −24° 33′ 36.0″. Sua magnitude aparente é igual a 6.14. Considerando sua distância de 363 anos-luz em relação à Terra, sua magnitude absoluta é igual a 0.91. Pertence à classe espectral K0III.